# Армадеров, Георгий Александрович
Георгий Александрович Армадеров (14 июня 1888, Кадников — 25 августа 1956, Москва) — советский военачальник, один из организаторов ВОХР. Генерал-майор (1940).

## Ранние годы
Из семьи участника Русско-турецкой войны; за доблесть его отцу — Александру Армадерову — было пожаловано потомственное дворянство. На момент рождения сына отец служил офицером-делопроизводителем в Управлении воинского начальника Вологодской губернии. В 1907 году окончил Второй кадетский корпус.
Сын пошёл по стопам отца и поступил на военную службу. В 1909 году окончил Павловское военное училище, по окончании был выпущен подпоручиком в Лейб-гвардии 2-й стрелковый Царскосельский полк. С 1913 года командовал пулемётной командой полка.
Участник Первой мировой войны. Воевал в составе того же полка на Северо-Западном и Северном фронтах. В июне 1916 года переведён в отдельную пулемётную команду отдельной батареи для воздушной обороны Ставки Верховного Главнокомандующего в Могилёве. В 1917 году окончил ускоренный курс Николаевской военной академии по 1-й очереди. Произведён в штабс-капитаны. В феврале 1917 — старший адъютант при штабе 107-й пехотной дивизии. С февраля 1917 — старший адъютант при штабе 11-й пехотной дивизии. Затем проходил службу в штабе 33-го армейского корпуса: с марта — обер-офицер для поручений; со 2 октября 1917 временно исполнял должность старшего адъютанта; с 21 декабря 1917 — штаб-офицер для поручений; 27 декабря 1917 был назначен начальником штаба этого корпуса. Во время службы в корпусе был произведён в капитаны гвардии. С 14 января 1918 — генерал-квартирмейстер штаба 8-й армии, а с 15 февраля 1918 по 1 мая — начальник штаба этой армии.
В Красной Армии с августа 1918 года. С 18 августа 1918 состоял при военкоме Ярославского военного округа М. В. Фрунзе. С октября 1918 — инспектор по Всевобучу. С 5 февраля 1919 — начальник учебно-организационного отдела управления Всевобуча Украины. С ноября 1919 находился в распоряжении командующего Туркестанским фронтом М. В. Фрунзе. С 22 декабря 1919 — помощник начальника штаба Туркестанского фронта А. А. Балтийского.
В дальнейшем принимал активное участие в создании ВОХР: с 27 мая 1919 служил помощником начальника штаба ВОХР, а с 28 января 1920 — начальником штаба ВОХР.
С 10 октября 1920 воевал на Южном фронте в должности начальника штаба 2-й Конной армии; непосредственный участник Перекопско-Чонгарской операции. После переформирования 6 декабря 1920 2-й Конной во 2-й кавалерийский корпус служил начальником штаба этого корпуса.
С 17 марта по 11 мая 1921 года — начальник штаба 10-й Терско-Дагестанской армии, осуществлявшей с 7 марта по 21 мая 1921 подавление мятежа Гоцинского; а с 11 мая вплоть до расформирования армии исполнял должность командующего. С 18 июня по 1 ноября 1921 служил начальником военной части наркомата по военным делам Грузинской ССР.
Затем вновь на Туркестанском фронте — участвует в борьбе с басмачами, но уже под командованием Ф. П. Шафаловича: с 1 ноября 1921 по 29 января 1922 — помощник начальника военных сообщений фронта.

## Послевоенная служба
С 29 января 1922 — помощник начальника военных сообщений Киевского военного округа. С 1 июня 1922 — инспектор военных сообщений Киевского военного района. С 1 сентября 1922 — представитель Наркомвоенмора в межведомственной комиссии при Киевском отделении сборов Наркомата путей сообщения. С 27 ноября 1922 — врид начальника штаба 1-го конного корпуса.  С ноября 1923 — начальник штаба 6-го стрелкового корпуса. С августа 1924 — начальник штаба 2-го кавалерийского корпуса. В марте — сентябре 1926 года — помощник инспектора кавалерии Украинского военного округа. В сентябре 1926 года был зачислен в резерв РККА и откомандирован в распоряжение военно-морской инспекции Наркомата рабоче-крестьянской инспекции СССР, с июля 1932 года работал начальником спецотдела в Мобилизационном управлении Высшего совета народного хозяйства СССР, начальником мобилизационного бюро завода. В середине 1930-х годов вновь возвращён в РККА — руководитель, старший руководитель по тактике Военно-инженерной академии. С февраля 1937 — старший преподаватель кафедры конницы Военной академии РККА имени М. В. Фрунзе.
С февраля 1939 — старший преподаватель кафедры вооружения и техники Военной академии им. М. В. Фрунзе. С января 1940 — заместитель начальника факультета в академии, затем старший преподаватель кафедры конницы Военной академии РККА им. М. В. Фрунзе.

## Арест и последние годы жизни
Во время Московской битвы в октябре-ноябре 1941 многие преподаватели Военной академии РККА им. М. В. Фрунзе были эвакуированы в Ташкент. В вагоне поезда, в котором эвакуировались преподаватели, происходили оживлённые споры — обсуждалось положение на фронте. При этом присутствовала сотрудница политотдела академии, которая усмотрела в некоторых высказываниях антисоветскую агитацию и написала донос в Особый отдел. По прибытии в Ташкент последовали аресты — всего было арестовано 12 человек. Генерал Армадеров был арестован 28 ноября 1941 года.
Долгие годы провёл под следствием. По его заявлению в ЦК ВКП(б) из тюрьмы, в ходе следствия подвергался физическим методам воздействия. Обвинялся в том, что в 1922—1926 годах, зная о принадлежности отдельных лиц командного состава Украинского военного округа к антисоветской организации, не донёс об этом органам; в том, что в 1926—1931 годах высказывал недовольство организационными мероприятиями в РККА и в том, что с началом Великой Отечественной войны «среди командно-начальствующего состава академии проводил антисоветскую пропаганду, распространял клевету на партию и правительство, высказывал пораженческие настроения». Также от него было получены признания в том, что в 1922-1926 годах состоял в антисоветской офицерской организации, созданной Н. В. Соллогубом в поддержку Л. Д. Троцкого, а после начала Великой Отечественной войны вступил в антисоветскую организацию генерала Н. И. Плюснина.
Предстал перед судом Военной коллегии Верховного Суда лишь 19 октября 1951 года. Был признан виновным и по статье 58-10 УК РСФСР осуждён на 25 лет исправительно-трудовых лагерей. В лагере заболел тяжёлой формой туберкулёза.
По протесту Генерального прокурора СССР 9 апреля 1954 года пленум Верховного суда СССР пересмотрел его дело и снизил срок наказания до 10 лет лишения свободы. Из-под стражи был освобождён 22 мая 1954 года (фактически отсидев с учётом предварительного заключения более 12 лет). После освобождения начал борьбу за свою реабилитацию. В итоге постановлением пленума Верховного суда СССР от 7 июня 1955 года полностью реабилитирован. Постановлением Совета министров СССР от 29 июля 1955 года восстановлен в генеральском звании.
Скончался 25 августа 1956 года. Похоронен на Введенском кладбище (18 уч.).

## Семья
От брака с Анастасией Николаевной Якоби, дочерью сенатора Н. Б. Якоби и сестрой правоведа П. Н. Якоби, имел двух сыновей: Николая и Георгия, родившихся до революции. Брак был недолгим. Дети воспитывались в доме матери. Во время Великой Отечественной войны Анастасия вместе с сестрой Елизаветой была вывезена немцами из Царского Села в Германию. Там она узнала о печальной участи брата, арестованного НКВД в Риге накануне войны. В 1950 год эмигрировала в США. Сыновья остались в СССР.

## Воинские звания
- Полковник (17.02.1936)
- Комбриг (5.02.1939[7])
- Генерал-майор (4.06.1940[14])

## Награды
- Орден Св. Анны 3-й степени с мечами и бантом (3.05.1915)
- Орден Св. Анны 4-й степени с надписью «За храбрость» (16.04.1915)
- Орден Ленина
- Орден Красного Знамени
- Медаль «XX лет Рабоче-Крестьянской Красной Армии»